# Папир, Камен, Маказе (ТВ серија)
Папир, Камен, Маказе је америчка анимирана комична телевизијска серија креирана од стране Кајла Стегине и Џоша Лермана (који су такође били креатори Disney Channel-ових Чудакиња). Премијера серије је заказана за 12. фебруар 2024, на Никелодиону. 

## Радња
Серија прати урнебесне смицалице цимера Камена, Папира и Маказа на њиховим пресмешним авантурама, и без обзира колико се надмећу и зезају једни са другима, на крају дана, увек ће завршити заједно захваљујући љубави коју деле према једној ствари: откаченим бесмислицама.

## Ликови

### Главни
- Томас Ленон као Папир
- Рон Фунчез као Камен
- Карлос Алазраки као Маказе

### Споредни
- Мелиса Виласењор као Оловка
- Реј Чејс као Логан, Броди, Броган, Дирф
- Еди Пепитоне као Лу
- Лорен Еш као Шмиргла
- Дидрих Бејдер као Чед Брокчед
- Бетси Содаро као Кромпир
- Џ.П. Карлијак као водитељ Пригодних вести

### Остали
- Карла Гуџино као детективка Вишковски
- Дарин де Пол као Хипоноид
- Јуџин Кордеро као Гит
- Алесија Кара као Лиза
- Изабела Мерсед као Сузан
- TBA као Катарина
- Џејсон Александер као Џонатан Фартџоук
- Ејдан Гилен као Џонатан Шедоувисперс
- Ендру Моргадо као Крис
- Ванда Сајкс као Дајана
- Хајди Скулер као Митенс

## Улоге
| Улога                                 | Оригинални глас                                      | Српски глас                                           |
| ------------------------------------- | ---------------------------------------------------- | ----------------------------------------------------- |
| Папир                                 | Томас Ленон                                          | Лако Николић                                          |
| Камен                                 | Рон Фунчез                                           | Немања Вановић                                        |
| Маказе                                | Карлос Алазраки                                      | Милош Ђуричић                                         |
| Оловка                                | Мелиса Виласењор                                     | Маријана Живановић                                    |
| Логан                                 | Реј Чејс                                             | Марко Ћурчић                                          |
| Броди                                 | Реј Чејс                                             | Милан Тубић                                           |
| Броган                                | Реј Чејс                                             | TBA                                                   |
| Дирф                                  | Реј Чејс                                             | TBA                                                   |
| Лу Зер                                | Еди Пепитоне                                         | Марко Марковић                                        |
| Шмиргла                               | Лорен Еш                                             | Ђурђина Радић                                         |
| Чед Брокчед                           | Дидрих Бејдер                                        | Милан Тубић                                           |
| Кромпир                               | Бетси Содаро                                         | Марија Стокић                                         |
| Водитељ ПВ                            | Џ. П. Карлијак                                       | Милош Ђуричић Милан Тубић (С1Е12а, 14а, 16б-надаље)   |
| Водитељка                             | Кимберли Брукс                                       | /                                                     |
| Назална такмичарка                    | Кимберли Брукс                                       | /                                                     |
| Певачица                              | Кимберли Брукс                                       | /                                                     |
| Певачица                              | Кевин Мајкл Ричардсон                                | /                                                     |
| Чудовиште с пипцима                   | Кевин Мајкл Ричардсон                                | /                                                     |
| Најављивач                            | Карлос Алазраки                                      | /                                                     |
| Конобарица                            | Кари Валгрен                                         | Марија Огњеновић                                      |
| Детективка Вишковски                  | Карла Гуџино                                         | Снежана Нешковић                                      |
| Рођендански полицајац #1              | Ерик Бауза                                           | Милош Ђуричић                                         |
| Рођендански полицајац #2              | Рон Фунчез                                           | Милош Ђуричић                                         |
| Жена                                  | непознато                                            | Јована Цавнић                                         |
| Краљица муља                          | Кари Валгрен                                         | Ања Орељ                                              |
| Принц муља                            | Ерик Бауза                                           | Немања Живковић                                       |
| Мушкарац                              | Карлос Алазраки                                      | Лако Николић                                          |
| Старица                               | Кари Валгрен                                         | Снежана Нешковић                                      |
| Модни полицајац                       | Томас Ленон                                          | Марко Марковић                                        |
| Футуристична жена                     | Мариве Херингтон                                     | Марија Огњеновић                                      |
| Аукционер                             | Томас Ленон                                          | Лако Николић                                          |
| Богата старица                        | Мариве Херингтон                                     | Марија Огњеновић (С1Е2а) Валентина Павличић (С1Е8б)   |
| Водитељ                               | Џош Лерман                                           | Марко Марковић                                        |
| Чувар                                 | Џ. П. Карлијак                                       | Марко Марковић                                        |
| Продавац споменика                    | Џош Лерман                                           | Немања Вановић                                        |
| Џорџи Фаца                            | Наташа Легеро                                        | Ања Орељ                                              |
| Машина Фаца                           | непознато                                            | Милан Тубић                                           |
| Чудовиште                             | Џош Лерман                                           | Александар Глигорић                                   |
| Муштерија                             | Џонатан Липоу                                        | Немања Живковић                                       |
| Шефица ауто-перионице                 | Кристина Ви                                          | Ђурђина Радић (С1Е2б) Снежана Нешковић (С1Е8б)        |
| Робот за запошљавање                  | Џонатан Липоу                                        | Лако Николић                                          |
| Роботска рецепционерка                | Кристина Ви                                          | Марија Огњеновић                                      |
| Робот #1                              | Кристина Ви                                          | Марија Огњеновић                                      |
| Робот #2                              | Томас Ленон                                          | Милан Антонић                                         |
| Робот #3                              | Џонатан Липоу                                        | Милан Тубић                                           |
| Робот #4                              | Аби Трот                                             | Снежана Нешковић                                      |
| Извршни робот                         | Аби Трот                                             | Снежана Нешковић Ања Орељ (С1Е12б-надаље)             |
| Машина судњег дана                    | Џонатан Липоу                                        | Милан Тубић                                           |
| Роботска мајка                        | Аби Трот                                             | Снежана Нешковић                                      |
| Папиров мозак                         | Томас Ленон                                          | Лако Николић                                          |
| Папирова бешика                       | Томас Ленон                                          | Лако Николић                                          |
| Пчела силеџија                        | Рон Фунчез                                           | Бојан Хлишћ                                           |
| Судија Оловка #1                      | Мелиса Виласењор                                     | Маријана Живановић                                    |
| Судија Оловка #2                      | Мелиса Виласењор                                     | Маријана Живановић                                    |
| Судија Оловка #3                      | Мелиса Виласењор                                     | Маријана Живановић                                    |
| Успавана скајдајверка                 | Дебра Вилсон                                         | Јована Цавнић                                         |
| Продавачица                           | Дебра Вилсон                                         | Марија Стокић                                         |
| Капетан гусара                        | Фред Татаскиор                                       | Милош Ђуричић                                         |
| Гусар с папагајем                     | Карлос Алазраки                                      | Милан Антонић                                         |
| Оката Ката                            | Дебра Вилсон                                         | Ања Орељ                                              |
| Крупни гусар                          | Фред Татаскиор                                       | Марко Марковић                                        |
| Папагај                               | Томас Ленон                                          | Немања Живковић                                       |
| Костур                                | Дебра Вилсон                                         | Виктор Влајић                                         |
| Модификоване младе карате корњаче     | Рон Фунчез                                           | Милош Ђуричић Милан Тубић Милан Антонић Виктор Влајић |
| Гит                                   | Јуџин Кордеро                                        | Иван Павличић Немања Живковић (С1Е16б)                |
| Носорог                               | Карлос Алазраки                                      | Лако Николић                                          |
| Гном из креденца                      | Томас Ленон                                          | Виктор Влајић                                         |
| Дечак                                 | Џ. П. Карлијак                                       | Иван Павличић                                         |
| Дублерка                              | Греј Делајл                                          | Снежана Нешковић                                      |
| Гвендолин                             | Греј Делајл                                          | Мина Ивановић                                         |
| Диносабљукус                          | Карлос Алазраки                                      | Милош Ђуричић                                         |
| Јефтини станови војс-овер             | Дидрих Бејдер                                        | Немања Живковић                                       |
| Лиза                                  | Алесија Кара                                         | Ирина Арсенијевић                                     |
| Члан екипе                            | Кимберли Брукс                                       | Снежана Нешковић                                      |
| Водитељ доделе награда                | Дидрих Бејдер                                        | Милан Антонић                                         |
| Обожаватељка                          | Кимберли Брукс                                       | Маријана Живановић                                    |
| Обожаватељ                            | Џ. П. Карлијак                                       | Немања Живковић                                       |
| Муф                                   | Карлос Алазраки                                      | Марија Стокић                                         |
| Инструкторка                          | Хајди Скулер                                         | Милена Моравчевић                                     |
| Станодавац #1                         | Еди Пепитоне                                         | Бојан Хлишћ                                           |
| Бели медвед                           | Карлос Алазраки                                      | Лако Николић                                          |
| Јајоствор                             | Џ. П. Карлијак                                       | Милан Тубић                                           |
| Најављивач                            | Џ. П. Карлијак                                       | Милан Антонић                                         |
| Жена из публике #1                    |                                                      | Марија Огњеновић                                      |
| Мушкарац из публике                   |                                                      | Немања Вановић                                        |
| Жена из публике #2                    |                                                      | Марија Огњеновић                                      |
| Воћна мува                            | Реј Чејс                                             | Милош Ђуричић                                         |
| GPS                                   | Реј Чејс                                             | Милан Тубић                                           |
| Службеник обезбеђења                  | Реј Чејс                                             | Милош Ђуричић                                         |
| Комшија                               | Томас Ленон                                          | Лако Николић                                          |
| Агент корисничке службе Велике ћурке  | Мариве Херингтон                                     | Ирина Арсенијевић                                     |
| Ајкула                                | Кевин Мајкл Ричардсон (С1Е0) Карлос Алазраки (С1Е8б) | Александар Глигорић                                   |
| Штрајкач                              | непознато                                            | Немања Живковић                                       |
| Амбасадор                             | Дидрих Бејдер                                        | Милан Антонић                                         |
| Агент корисничке службе Великог чипса | Кристина Ви                                          | Марија Стокић                                         |
| Директорка                            | Кристина Ви                                          | Јована Цавнић                                         |
| Барон фон Снобић                      | Реј Чејс                                             | Милан Антонић                                         |
| Сузан                                 | Изабела Мерсед                                       | Ирина Арсенијевић                                     |
| Денис                                 | Џонатан Липоу                                        | Лако Николић                                          |
| Власник аута                          | Реј Чејс                                             | Милан Тубић                                           |
| Фотограф                              | Томас Ленон                                          | Немања Живковић                                       |
| Реџиналд                              | Мајк Трап                                            | Бранислав Платиша                                     |
| Душа                                  | Мајк Трап                                            | Славиша Репац                                         |
| Глумац Камен                          | Брус Векслер                                         | Славиша Репац                                         |
| Глумица Папир                         | Кејтлин Роброк                                       | Ања Орељ                                              |
| Фризер / Фотограф                     | Томас Ленон                                          | Иван Павличић Немања Живковић (С1Е11а)                |
| Чудовиште дрвета                      | Брус Векслер                                         | Милош Ђуричић                                         |
| Режисерка                             | Греј Делајл                                          | Ђурђина Радић                                         |
| Агент за кастинг                      | Греј Делајл                                          | Снежана Нешковић                                      |
| Новчаник                              | Сунил Малхорта                                       | Милош Ђуричић                                         |
| Судија                                | Карла Тасара                                         | Марија Стокић                                         |
| Шеф ресторана                         | непознато                                            | Бојан Хлишћ                                           |
| Шеф аеродрома                         | непознато                                            | Бојан Хлишћ                                           |
| Шеф душек                             | Шон Кенин                                            | Александар Глигорић                                   |
| Пет                                   | Кали Трој                                            | Снежана Нешковић                                      |
| Џин                                   | Грег Чун                                             | Милан Тубић                                           |
| Карла                                 | Карла Тесара                                         | Јована Цавнић                                         |
| Рој                                   | Џејк Грин                                            | Бојан Хлишћ                                           |
| Наратор                               | Џејк Грин                                            | Милан Антонић                                         |
| Сновиђење                             | Сунил Малхорта                                       | Марко Марковић                                        |
| Стеница                               | Грег Чун                                             | Лако Николић                                          |
| Џени                                  | Карла Тесара                                         | Марија Огњеновић                                      |
| Други Папир                           | Томас Ленон                                          | Лако Николић                                          |
| Други Камен                           | Рон Фунчез                                           | Немања Вановић                                        |
| Други Маказе                          | Карлос Алазраки                                      | Милош Ђуричић                                         |
| Трећи Папир                           | Томас Ленон                                          | Лако Николић                                          |
| Трећи Камен                           | Рон Фунчез                                           | Немања Вановић                                        |
| Трећи Маказе                          | Карлос Алазраки                                      | Милош Ђуричић                                         |
| Запањујућа Каталина                   | Марлен Мартинез                                      | Марија Стокић                                         |
| Зец                                   | непознато                                            | Милан Антонић                                         |
| Разумни ТВ                            | Џим Мескимен                                         | Милан Антонић                                         |
| Лик из филма #1                       | Џим Мескимен                                         | Немања Живковић                                       |
| Лик из филма #2                       | Реј Чејс                                             | Славиша Репац                                         |
| Лик из филма #3                       | Карлос Алазраки                                      | Славиша Репац                                         |
| Лик из филма #4                       | Реј Чејс                                             | Лако Николић                                          |
| Папирово срце                         | Томас Ленон                                          | Лако Николић                                          |
| Глава заповедника Хипоноида           | Дарин де Пол                                         | Александар Глигорић                                   |
| Глава Бетовена                        | Дарин де Пол                                         | непознато                                             |
| Глава Абрахама Линколна               | Џим Мескимен                                         | Милош Ђуричић                                         |
| Пријатељска продавачица               | Кимберли Брукс                                       | Ивана Тењовић                                         |
| Наранџасти омот слаткиша              | Кимберли Брукс                                       | Иван Павличић                                         |
| Плави омот слаткиша                   | Кестон Џон                                           | Милан Тубић                                           |
| Ватрогасац                            | Џ. П. Карлијак                                       | Милош Ђуричић                                         |
| Тип позади                            | Џ. П. Карлијак                                       | Славиша Репац                                         |
| Пролазница                            | Лорен Еш                                             | Марија Стокић                                         |
| Председница                           | Кимберли Брукс                                       | Јована Цавнић                                         |
| Заповедник                            | Кестон Џон                                           | Бојан Хлишћ                                           |
| Војник                                | Џ. П. Карлијак                                       | Иван Павличић                                         |
| Смити                                 | Карлос Алазраки                                      | Марко Марковић                                        |
| Инсерти                               | /                                                    | Марко Марковић                                        |
| Клинка на дебати                      | Аби Трот                                             | Јана Пауновић                                         |
| Оригинални дух                        | Аби Трот                                             | непознато                                             |
| Дух мокре косе                        | Аби Трот                                             | Ирина Арсенијевић                                     |
| Дух Џим                               | Карлос Алазраки                                      | Милан Антонић                                         |
| Клинац #1                             | Греј Делајл                                          | Немања Живковић                                       |
| Жена у ресторану #1                   | Греј Делајл                                          | Марија Огњеновић                                      |
| Жена у ресторану #2                   | Греј Делајл                                          | Маријана Живановић                                    |
| Мушкарац у ресторану #1               | Карлос Алазраки                                      | Милош Ђуричић                                         |
| Жена                                  | Греј Делајл                                          | Јована Цавнић                                         |
| Тренер                                | Ендру Моргадо                                        | Милан Тубић                                           |
| Роналд Џејмисон                       | Рајан Робинсон                                       | Немања Вановић                                        |
| Мушкарац у ресторану #2               | Карлос Алазраки                                      | Немања Живковић                                       |
| Репортер #1                           | Ендру Моргадо                                        | Милош Ђуричић                                         |
| Репортерка #2                         | Греј Делајл                                          | Јована Цавнић                                         |
| Репортер #3                           | Карлос Алазраки                                      | Милан Тубић                                           |
| Клинац #2                             | Греј Делајл                                          | Виктор Мајер                                          |
| Жена из публике #3                    | Греј Делајл                                          | Јована Цавнић                                         |
| Мушкарац на журци #1                  | Ендру Моргадо                                        | Немања Живковић                                       |
| Жена на журци #2                      | Греј Делајл                                          | Марија Огњеновић                                      |
| Мушкарац на журци #3                  | Карлос Алазраки                                      | Немања Живковић                                       |
| Водитељ утакмице                      | Ендру Моргадо                                        | Милан Антонић                                         |
| Власник куглане                       | Џес Корти                                            | Милан Антонић                                         |
| Туторијал девојка                     | Аби Трот                                             | Марија Стокић                                         |
| Тинејџерка                            | Аби Трот                                             | Мина Ивановић                                         |
| Тинејџер                              | Џ. П. Карлијак                                       | Немања Живковић                                       |
| Кугла                                 | Карлос Алазраки                                      | Милош Ђуричић                                         |
| Возач                                 | Џонатан Липоу Кевин Мајкл Ричардсон (С1Е17а)         | Немања Живковић                                       |
| Продавац трамболине                   | Џ. П. Карлијак                                       | Милан Антонић                                         |
| Фудбалер                              | Рон Фунчез                                           | Немања Вановић                                        |
| Жена са вентилатором                  | Мелиса Виласењор                                     | Марија Стокић                                         |
| Терапеут                              | Мелиса Виласењор                                     | Јована Цавнић                                         |
| Љига Баздић                           | Фред Татаскиор                                       | Немања Живковић                                       |
| Пица лик                              | Фред Татаскиор                                       | Лако Николић                                          |
| Пица девојка                          | Аби Трот                                             | Марија Огњеновић                                      |
| Сувозач                               | Карлос Алазраки                                      | непознато                                             |
| Петиционерка                          | Лорен Еш                                             | Јована Цавнић                                         |
| Дејв                                  | Рон Фунчез                                           | Немања Живковић                                       |
| Чаробњак                              | Реј Чејс                                             | Милош Ђуричић                                         |
| Хидрант                               | Аби Трот                                             | Марија Огњеновић                                      |
| Режисер                               | Фред Татаскиор                                       | Милош Ђуричић                                         |
| Тип из фокусне групе #1               | Карлос Алазраки                                      | Немања Живковић                                       |
| Девојка из фокусне групе #1           | Дебра Вилсон                                         | Марија Огњеновић                                      |
| Тип из фокусне групе #2               | Џ. П. Карлијак                                       | Немања Живковић                                       |
| Девојка из фокусне групе #2           | Мелиса Виласењор                                     | Маријана Живановић                                    |
| Тип из фокусне групе #3               | Реј Чејс                                             | Александар Глигорић                                   |
| Математичар                           | Карлос Алазраки                                      | Немања Живковић                                       |
| Математичарка                         | Дебра Вилсон                                         | Марија Огњеновић                                      |
| Злослутни научник                     | Реј Чејс                                             | Марко Марковић                                        |
| Џонатан Гасић                         | Џејсон Александер                                    | Милан Тубић                                           |
| Хилда                                 | Ксант Хајн                                           | Мина Ивановић                                         |
| Водитељка                             | Ксант Хајн                                           | Маријана Живановић                                    |
| Марго                                 | Мелани Миникино                                      | Марија Огњеновић                                      |
| Ванземаљац                            | Џ. П. Карлијак                                       | Милан Антонић                                         |
| Аристотел                             | Дарин де Пол                                         | Александар Глигорић                                   |
| Марија Кири                           | Аби Трот                                             | Валентина Павличић                                    |
| Еуклид                                | Џ. П. Карлијак                                       | Милан Тубић                                           |
| Вилијам Шекспир                       | Џ. П. Карлијак                                       | Милан Антонић                                         |
| Ејда Лавлајс                          | Аби Трот                                             | Ања Орељ                                              |
| Конфучије                             | Кејлеб Јен                                           | Немања Живковић                                       |
| Судија                                | Дарин де Пол                                         | Марко Марковић                                        |
| Глас                                  | Дидрих Бејдер                                        | Милан Антонић                                         |
| Клинац                                | Греј Делајл                                          | Немања Живковић                                       |
| Стен "Бафи Бицепс"                    | Дидрих Бејдер                                        | Александар Глигорић                                   |
| Костоломац                            | Дарин де Пол                                         | Марко Марковић                                        |
| Безбедносни инспектор                 | Карлос Алазраки                                      | Милан Тубић                                           |
| Линда                                 | Греј Делајл                                          | Маријана Живановић                                    |
| Брдо                                  | Дарин де Пол                                         | Александар Глигорић                                   |
| Кевин                                 | Крис Кокс                                            | Бојан Хлишћ                                           |
| Шерон                                 | Мелани Миникино                                      | Ања Орељ                                              |
| Будући Маказе                         | Карлос Алазраки                                      | Милош Ђуричић                                         |
| Будући Кевин                          | Крис Кокс                                            | Бојан Хлишћ                                           |
| Будућа Шерон                          | Мелани Миникино                                      | Ања Орељ                                              |
| Баштован                              | Џ. П. Карлијак                                       | Немања Живковић                                       |
| Будући будући Маказе                  | Карлос Алазраки                                      | Милош Ђуричић                                         |
| Флаб-Баб                              | Џ. П. Карлијак                                       | Немања Живковић                                       |
| Дизач                                 |                                                      | Томаш Сарић                                           |
| Лош момак                             |                                                      | Милош Ђуричић                                         |
| Шминкерка                             |                                                      | Јована Цавнић                                         |
| Тип са душеком                        |                                                      | Лако Николић                                          |
| Аудио књига                           |                                                      | Милан Тубић                                           |
| Шимпанза                              |                                                      | Милан Антонић                                         |
| Ди-џеј                                |                                                      | Немања Живковић                                       |
| Председник                            |                                                      | Александар Глигорић                                   |
| Тип на плажи                          |                                                      | Милош Ђуричић                                         |
| Службеник                             |                                                      | Милош Ђуричић                                         |
| Жирко                                 |                                                      | Немања Живковић                                       |
| Папиров друг                          |                                                      | Марко Ћурчић                                          |
| Винстон                               |                                                      | Милан Тубић                                           |
| Продуценткиња Никелодеона             |                                                      | Јована Цавнић                                         |
| Перика безусловне подршке             |                                                      | Милан Тубић                                           |
| Перика #2                             |                                                      | Немања Живковић                                       |
| Тинејџерска перика                    |                                                      | Јована Васић                                          |
| Перика #4                             |                                                      | Милан Тубић                                           |
| Папиров тата                          | Џонатан Липоу                                        | Александар Глигорић                                   |
| Француска перика                      |                                                      | Јована Цавнић                                         |
| Ћелава перика                         |                                                      | Милан Антонић                                         |
| Диносаурус                            |                                                      | Милан Антонић                                         |
| Поштар                                |                                                      | Милан Антонић                                         |
| Уводна песма                          | Томас Ленон Рон Фунчез Карлос Алазраки               | Лако Николић Немања Вановић Милош Ђуричић             |

## Епизоде
| Укупан број | Број сезоне | Наслов                        | Наслов на српском          |
| ----------- | ----------- | ----------------------------- | -------------------------- |
| 1           | 1           | Birthday Police               | Рођенданска полицијски     |
| 1           | 1           | Paper's Big Lie               | Папирна велика лаж         |
| 2           | 2           | Pogo Sticks                   | Пого штапићи               |
| 2           | 2           | Carwash                       | Прање аутомобила           |
| 3           | 3           | Weekend Story                 | Викенд прича               |
| 3           | 3           | Putty                         | Гумми                      |
| 4           | 4           | Hide and Seek                 | Жмурке                     |
| 4           | 4           | The First Lou Episode         | Прва епизода Лу            |
| 5           | 5           | The Susan                     | Мис Сузан                  |
| 5           | 5           | Eyebrows                      | Робот обрве                |
| 6           | 6           | Scissors Gets a Job           | Маказе тражи посао         |
| 7           | 7           | The Arctic                    | Хладноћа                   |
| 7           | 7           | Prank War                     | Рат с шалама               |
| 8           | 8           | Key Limes                     | Креч у времену             |
| 8           | 8           | Six Pieces of Turkey          | Шест комада ћуретине       |
| 9           | 9           | The Other Rock Paper Scissors | Други папир, камен, маказе |
| 9           | 9           | The Astonishing Catalina      | Невероватна Каталина       |
| 10          | 10          | Pencil Comes Over             | Оловка долази у посету     |
| 10          | 10          | The Wind                      | Ветар                      |

## Емитовање у Србији
У Србији серија ће бити премијерно емитована 19. фебруара на каналу Nickelodeon синхронизована на српски језик. Претпремијера је била 14. фебруара на каналу Nicktoons.